# Zakirli
Zakirli (armenisch Ծակուռի Tsakurri, russisch Цакури Zakuri, auch Tsakeyto und Tsakouri, im November 2020 offiziell in Hünərli umbenannt) ist eine Gemeinde im Bezirk Xocavənd in Aserbaidschan. Als früherer Teil der sowjetischen Autonomen Oblast Bergkarabach war der Ort Teil der international nicht anerkannten Republik Arzach, die ihn als Teil der Provinz Hadrut verwaltete. Im Krieg um Bergkarabach 2020 wurde die Gemeinde von Aserbaidschan erobert.

## Geografie, Wirtschaft und Bevölkerung

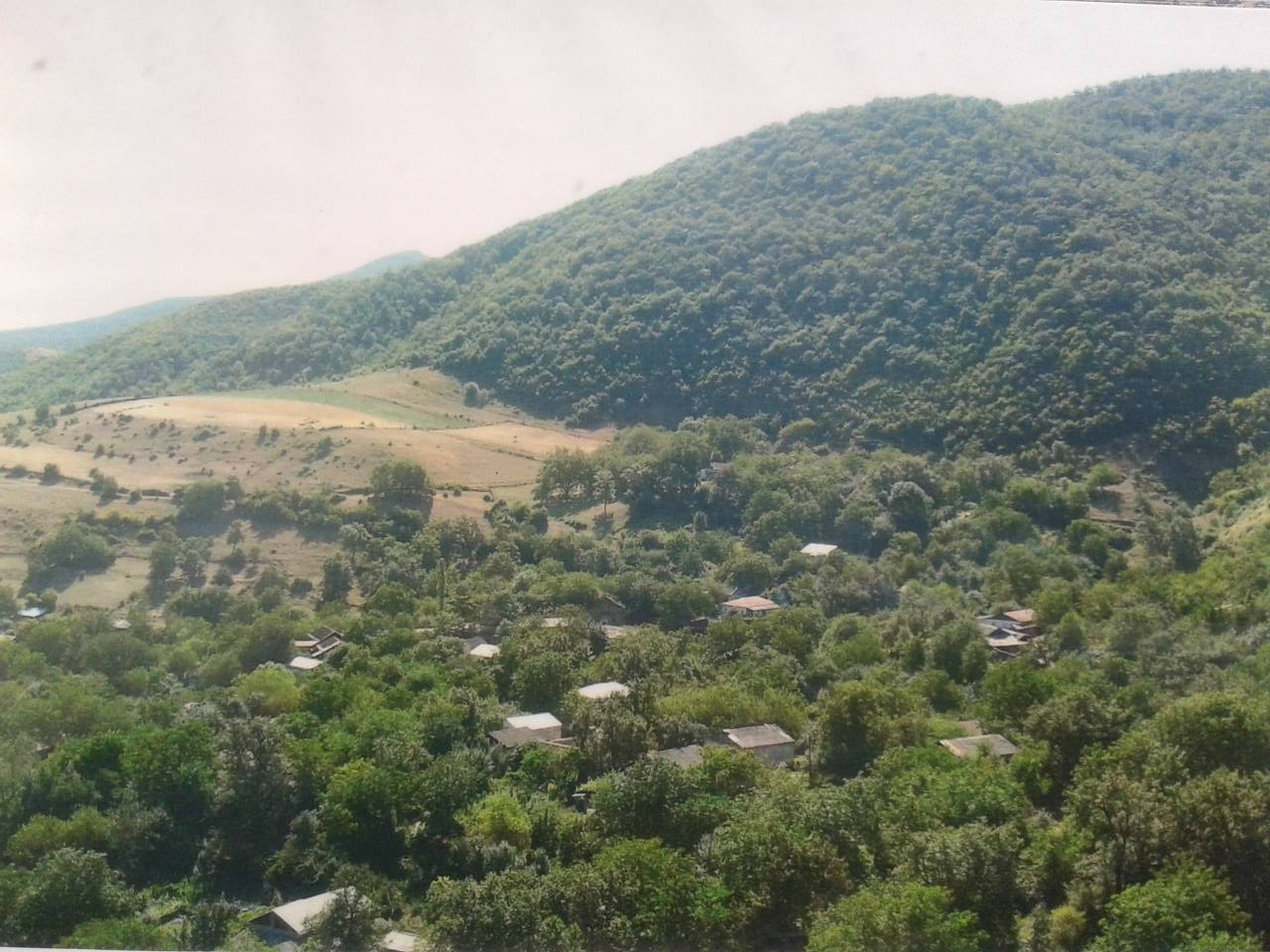
Panoramablick über die Gemeinde Zakirli

Der Ort befindet sich in der Region Bergkarabach im Karabachgebirge. In der Gemeinde lebten 2005 etwa 100 Einwohner in rund 28 Haushalten.
Die einstige armenische Bevölkerung beschäftigte sich hauptsächlich mit Landwirtschaft, Viehzucht und Ackerbau. Es gab eine Dorfverwaltung, ein Kulturhaus und eine Erste-Hilfe-Station. Die Wasserversorgung erfolgte in einem Schwerkraft-Leitungssystem, das aus den zwei Quellen Akn und Nerses gespeist wurde. Die Gemeinde war an Elektrizität, Fernsehen, Rundfunk, Mobilfunk und Internet angeschlossen. Die Ortschaft lag umgeben von Wald in einer leicht abfallenden Talsenke und hatte als armenische Gemeinde eine Gesamtfläche von 307,4 Hektar, von denen 241,68 Hektar landwirtschaftliche Bedeutung hatten und 32,9 Hektar Waldfläche waren. Auf Grund eines besonders milden Mikroklimas gab es viele Apfel-, Birnen-, Maulbeer- und Walnussbäume. Im weiteren Umfeld des ehemaligen Dorfes gibt es Vorkommen von Island-Spat.

## Baudenkmäler

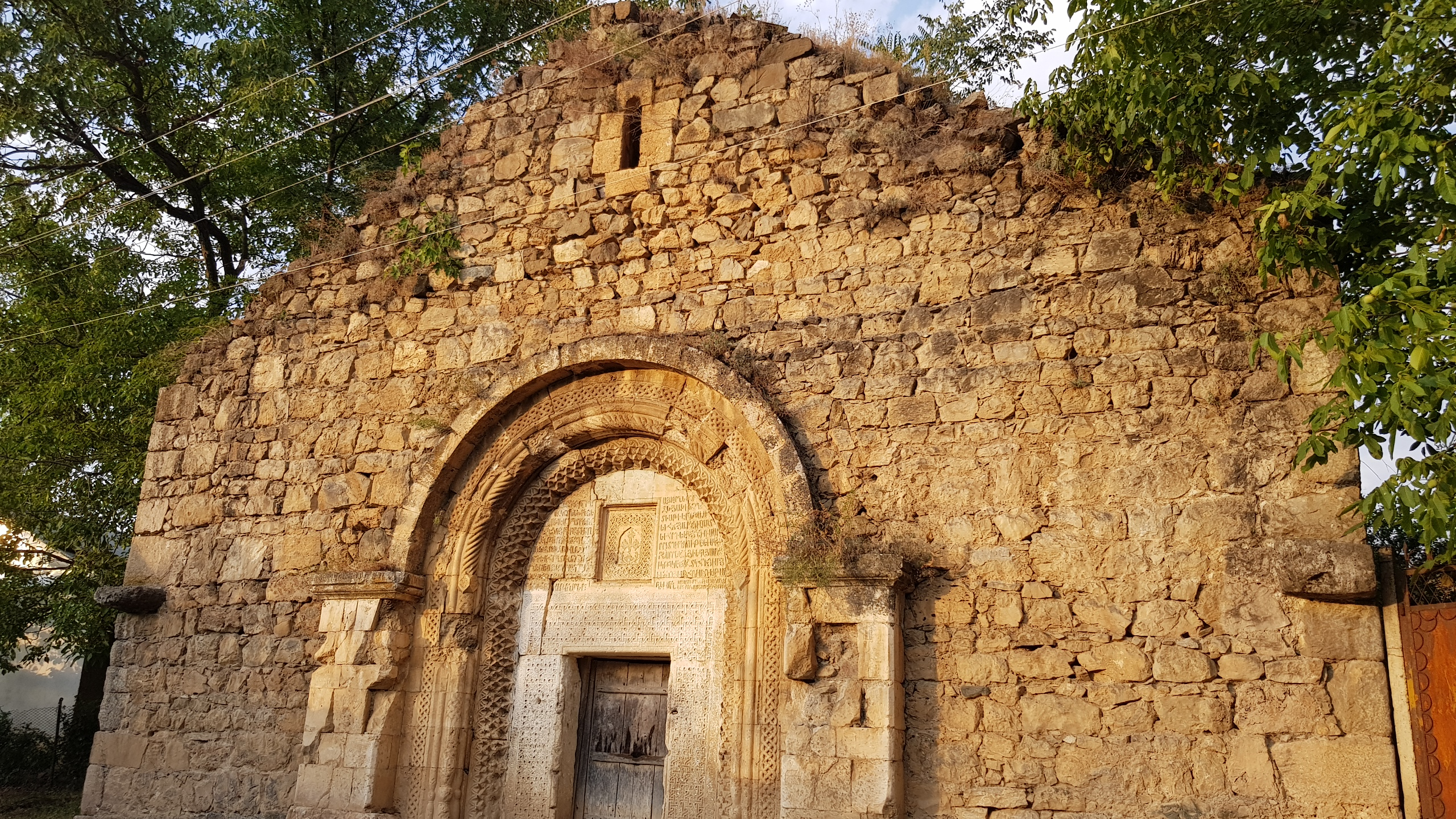
Heilige-Mutter-Gottes-Kirche in Zakirli

Das wichtigste historische und religiöse Denkmal der Gemeinde war der ehemalige Klosterkomplex Zaghkawank, von dem 2020 nur die Heilige-Mutter-Gottes-Kirche (Surb Astwazazin) erhalten geblieben war. Diese wurde nach dem ältesten Kreuzstein auf 1198 datiert und war somit 18 Jahre älter als das Arzacher Kloster Gandsassar. Sie verfügte über ein Portal aus dem Jahr 1682, das ein Beispiel für die religiöse armenische Kunst und Architektur des Mittelalters in Arzach darstellte. Andere historische Denkmäler von Tsakuri waren der Friedhof (17.–19. Jahrhundert), die Quelle (19. Jh.), ebenso wie ein Chatschkar (Kreuzstein, 17. Jh.) und die etwas außerhalb von Tsakuri gelegenen Überreste des Ptkatagh-Klosters (1670). Insgesamt waren in Tsakuri fünf historische Denkmäler durch die Republik Arzach registriert.
Eine internationale Gruppe von Aktivisten initiierte den Wiederaufbau der Heilige-Mutter-Gottes-Kirche in Zakirli und begann in den 2010er Jahren mit Vorbereitungsarbeiten und der Spendensammlung dafür. Im Juli 2013 segnete die Armenische Apostolische Kirche durch den Primas der Diözese Arzach, Erzbischof Pargev Martirosyan, dieses Projekt für den Wiederaufbau des historischen und religiösen Denkmals Surb Astwazazin. Es wurde vom Ministerium für Arbeit, Soziales und Umsiedlung der Republik Arzach als gemeinnütziges Projekt anerkannt. Die Bauarbeiten begannen im Mai 2019. Das Ministerium für Kultur, Tourismus und Jugendfragen überwachte die Bauarbeiten für die erste Phase des Projekts (Außenarbeiten) in enger Zusammenarbeit mit der technischen Aufsichtsbehörde der Republik Arzach. Die zweite Phase des Projekts für den Innenausbau sollte teilweise durch eine internationale Crowdfunding-Kampagne finanziert werden.
Im Krieg um Bergkarabach 2020 wurde die Ortschaft von den Aserbaidschanischen Streitkräften erobert und zu Beginn der Kämpfe von der Bevölkerung verlassen. Im März 2021 besuchte der aserbaidschanische Präsident İlham Əliyev das eroberte Dorf und die ehemalige Kirche der Heiligen Muttergottes, wobei er die armenische Herkunft des Gebäudes leugnete und die Inschriften an der Kirche in armenischer Sprache als „Schwindel“ bezeichnete. Er bezeichnete die Kirche des in Hünərli (englisch Hunarli) umbenannten Ortes als „alten albanischen Tempel“, in den seine „Udi-Brüder“ zurückkehren würden.